# Camponotus crassicornis
Camponotus crassicornis är en myrart som beskrevs av Carlo Emery 1920. Camponotus crassicornis ingår i släktet hästmyror, och familjen myror. Inga underarter finns listade.